# Абсурдизм
Філософія абсурду, рідше абсурди́зм - напрям екзистенціальної філософії, який виходить з тези про абсурдність людського життя. Термін "філософія абсурду" у вужчому сенсі стосується філософії Альбера Камю. Для Камю абсурд полягає в тому, що життя не має сенсу, хоча людина хоче вірити в нього. Сьорен К'єркегор був одним із піонерів такого мислення. Абсурдність життя також зображувалася в літературних творах та абсурдному театрі, частково ще до Камю.

## Абсурд у Камю

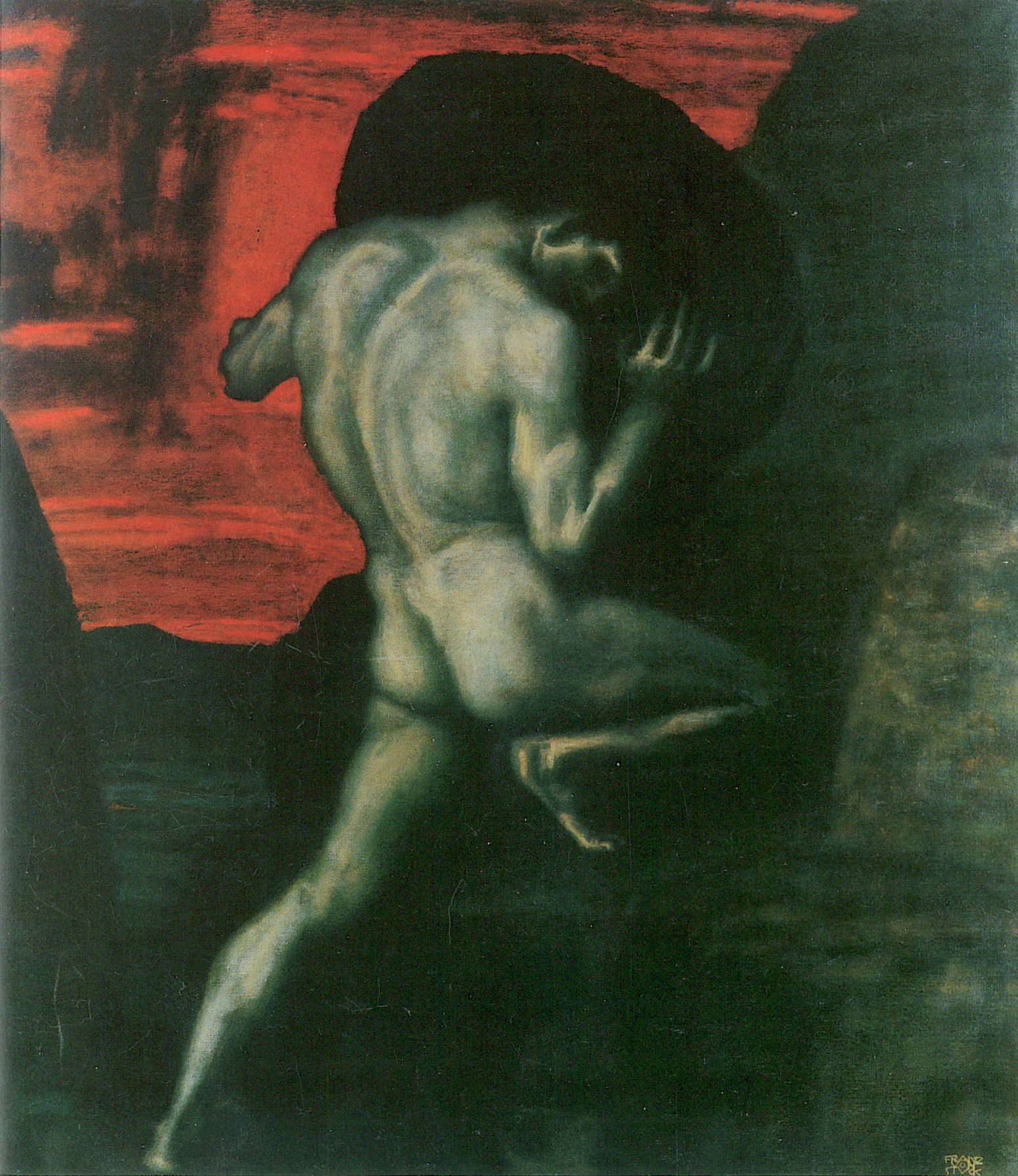
Картина Франца Штука (1920): Сізіф котить валун на гор

Французький філософ і письменник Альбер Камю описав абсурдність життя у своєму фундаментальному есе "Міф про Сізіфа" (1942). Цим есеєм Камю утвердив свою репутацію філософа абсурду. У ньому він звернувся до античного міфу про Сізіфа, який був засуджений котити валун на гору і щоразу мусив починати все спочатку, бо валун щоразу скочувався назад у долину перед тим, як досягти вершини.
На думку Камю, світ не має сенсу, він залишається незрозумілим. Людське прагнення до сенсу має залишатися марним у безглуздому світі. Переживання абсурду може торкнутися будь-кого. Людина впадає в глибоку кризу у своєму прагненні до сенсу. Камю писав, що існує три шляхи вирішення дилеми між пошуком сенсу і безглуздістю:
- Самогубство (або "втеча від існування"): Камю відкидав цей варіант, оскільки самогубство довело б абсурд до крайнощів замість того, щоб протидіяти йому. Камю вважав питання "Чи варто вбивати себе?" єдиною "дійсно серйозною філософською проблемою"[5].
- Звернення до релігійної чи іншої віри. Віра відповідає припущенню, що існує вища кінцева мета, в якій людина може брати участь, наприклад, слава Божа або служіння суспільству. Таким чином, людина може знайти сенс. Можливо також, що релігія дає надію на життя після смерті. Однак Камю вважав таке рішення втечею від реальності й "філософським самогубством". Він відкидав і цей варіант.
- Прийняття абсурду: Камю радив приймати абсурд, не впадати у відчай перед обличчям безглуздості людського існування і продовжувати жити без покори.

Абсурд також зустрічається у Камю на літературному рівні в романах "Сторонній" (1942) і "Чума" (1947), а також у п'єсах "Калігула" (1938) і "Непорозуміння" (1944). Камю розширив концепцію абсурду в есе "Бунтівна людина" (1951). Через бунт проти абсурду "абсурдна людина" може реалізувати себе і досягти найбільшої міри свободи.

## Філософська дискусія

### Поняття абсурду
Філософія абсурду базується на тезі, що життя або світ є абсурдним. Характеристиками абсурду зазвичай вважають безглуздість і те, що його неможливо осягнути розумом. З огляду на абсурдність людського життя, додають, що існує форма протиріччя (або конфлікту, зіткнення).
Слідом за Камю, конфлікт часто характеризують як протистояння раціональної людини з ірраціональним світом, або як марну спробу осягнути розумом те, що виходить за межі розуму. Джерела абсурду також можна вбачати у невдачі людини у своїх починаннях, або у невідповідності суб'єктивної оцінки реальності. Деякі автори знаходять суперечливість у самій людині та інтерпретують абсурдність життя як "колізію всередині нас самих" У цьому сенсі абсурд виникає, наприклад, з "нашої здатності визнавати випадковість наших найвищих турбот і нашої одночасної нездатності відмовитися від нашої відданості їм".
На думку деяких авторів, частина абсурду полягає в тому, що люди усвідомлюють абсурд.

### Аргументи на користь абсурдності життя
У філософських дискусіях згадуються різні аспекти життя, які є абсурдними. Одним з таких аспектів є те, що спроби людини зрозуміти світ приречені на невдачу, хоча б тому, що людські знання принципово обмежені. Світ також не дає відповідей на питання, у що вірити і як діяти. Людина живе в ірраціональному всесвіті, байдужому до людських турбот і прагнень. Згідно з традиційним поглядом, абсурд виникає як невідповідність між прагненням людини жити осмисленим життям і безглуздістю зовнішнього світу. Іншим аспектом абсурду є невідповідність між серйозністю, з якою люди переслідують свої цілі, наприклад, і великим впливом випадковості в їхньому житті.
Один з аргументів полягає в тому, що все, що ми робимо сьогодні, не матиме значення через мільйон років. Схожий аргумент полягає в тому, що наші життя незначні, тому що вони нематеріально малі стосовно всесвіту, як у просторі, так і в часі. Ще одним подібним аргументом є смертність: смерть знищить життя разом з усіма досягненнями людини. Томас Нейґел заперечив проти цих аргументів, що вони є циклічними: вони припускають, що життя є абсурдним, а не доводять це. Наприклад, твердження, що наші сьогоднішні дії не матимуть значення через мільйон років, не означає, що вони не мають значення сьогодні.
Інша лінія аргументації припускає, що сенс може виникнути лише через відношення до чогось, що має сенс. Якщо це так, то виникає загроза нескінченного регресу: на кожному кроці щось має сенс лише тому, що має сенс щось інше, яке, своєю чергою, має сенс лише тому, що пов'язане з чимось іншим, що має сенс, і так далі. Нескінченного ланцюга можна уникнути, лише якщо існують речі, які мають сенс самі по собі, але якщо їх не існує, все в кінцевому підсумку втрачає сенс. На цій підставі, серед іншого, будь-яка вища мета, яку ми переслідуємо, може бути поставлена під сумнів на тій підставі, що в кінці завжди бракує вищого обґрунтування.
Крім того, стверджується, що стандарти сенсу життя, як і інші ціннісні судження, залежать від нас самих. Це унеможливлює об'єктивне обґрунтування; сенс життя не можна довести.

### Контраргументи
Найпоширеніший контраргумент проти твердження, що життя насправді має сенс, полягає в тому, що Бог дає життя і наділяє його сенсом. З іншого боку, можна аргументувати й без існування Бога, посилаючись на різні джерела сенсу в природному світі. Оцінка того, чи має щось сенс, частково класифікується як суб'єктивне судження, частково пов'язане з нібито об'єктивними цінностями, такими як мораль, знання чи краса.
Іншим контраргументом є звинувачення в тому, що філософія абсурду є моральним нігілізмом. Вона заперечує не лише сенс життя, але й моральні цінності. Це суперечить здоровому глузду, адже це означало б, наприклад, що ніколи не можна звинувачувати когось у злочинній або неправильній поведінці. Камю, однак, визнавав моральні чесноти, такі як щирість, автентичність і мужність. Це, своєю чергою, призводить до звинувачення в тому, що його філософія є самосуперечливою, адже якщо ніщо не має значення, то і те, як ми діємо, не повинно мати значення.
Камю тверезо і послідовно визнавав існування абсурду і залишався вірним "логіці абсурду". Той факт, що він все ж таки говорив про чесноти, також може бути поставлений йому в докір, оскільки логічно заборонено виводити норми або ціннісні судження з чистого опису фактів (закон Юма). Камю виправдовувався тим, що чесноти, які він визнає, не слід розуміти як універсальні моральні цінності, а радше як вказівки на те, що може допомогти окремим людям у разі потреби.
Стверджується, що філософія абсурду несумісна із завданням будь-якої освіти - навчити дітей сенсу, насолоди життям і, не в останню чергу, переваг раціонального мислення.

## Зв'язок з іншими філософськими течіями

### Екзистенціалізм
Альбера Камю часто відносять до екзистенціалізму, але сам він рішуче відкидав цю класифікацію. Спочатку він був близький до екзистенціалізму, а потім пішов власним шляхом філософії абсурду. На відміну від екзистенціалізму, він дав принципово песимістичну відповідь на питання, чи можна знайти або створити сенс власного життя.

### Нігілізм
Думка про те, що життя не має сенсу, є нігілістичною позицією. Філософія абсурду не зупиняється на цьому твердженні, а розглядає, зокрема, конфлікт людей, які прагнуть сенсу в житті, хоча його не існує.

### Скептицизм
Стверджується, що філософія абсурду подібна до скептицизму в епістемології. Так само як скептицизм використовує методичний сумнів, щоб похитнути нібито самоочевидне знання, так само скептичний погляд на життя може похитнути наївну впевненість у сенсі життя.